# Seno prostatico
Su entrambi i lati della cresta uretrale c'è una fossa leggermente depressa il seno prostatico, il cui pavimento è perforato da numerose aperture, gli orifizi dei condotti prostatici dai lobi laterali della prostata.